# I’d Rather Go Blind (Sydney Youngblood-dal)
Az I’d Rather Go Blind című dal az amerikai-német származású Sydney Youngblood 1990-ben megjelent kislemeze, mely számos országban slágerlistás helyezést ért el. A legelőkelőbb helyezést Németországban kapta, ahol a 23. helyig jutott.

## A dal eredete
Az I’d Rather Go Blind című blues dalt Ellington Joran írta, és 1967-ben Etta James énekelte el, mely csak 1 évvel később 1968-ban jelent meg. A dal mai napig a blues és soul klasszikusok közé számít.

## Megjelenések
CD Maxi Single  YRCD 43
1. I’d Rather Go Blind (Remix Edit) 3:59
2. No Lies (The Truth Mix) 6:21
3. Could It Be (I'm In Love) (The Fresh Remix) 6:16

## Közreműködő előadók
- Producer, Remix – Claus Zundel
- Írta – B. Foster (dalok: 1), C. Zundel (dalok: 2, 3), E. Jordan (dal: 1), M. Staab (dalok: 2, 3), R. Hamm (dalok: 2, 3), S. Youngblood (dalok: 2, 3)

## Feldolgozások
- Először 1969-ben Clarence Carter rögzítette a dalt mely The Dynamic Clarence Carter[7] című albumán szerepel, továbbá a következő előadók rögzítették a dalt, úgy mint  Little Milton, Chicken Shack, Koko Taylor, Man Man, Rod Stewart,[8] B.B. King, Elkie Brooks, Paul Weller, Trixie Whitley, Ruby Turner,[9] Marcia Ball, Barbara Lynn és Beyoncé Knowles a Caddilac Records című film zenéjéhez[10]
- A dal az angol kislemezlistán a 14. helyig jutott az 1969-es brit Chicken Shack blues csapat által. A dalt később Christine McVie is felvette a Fleetwood Mac nevű együttes tagjaként.[9]
- A dalt 1972-ben Rod Stewart dolgozta fel, mely 4. Never a Dull Moment című albumán szerepelt. Etta James Stewart feldolgozására hivatkozva kedveli önéletrajzát, a Rage to Survive-et.
- Paolo Nutini,[11] az ausztrál zenész Toby,[12] és Holly Miranda amerikai folk énekes is felvette saját változatát.
- Liam Bailey[13] brit soul énekes saját "home verziója" szerepel 2am Rough című EP lemezén, melyet a Lioness Records kiadó jelentetett meg.
- 2011-ben Joe Bonamassa és Beth Hart megjelentették a dalt saját feldolgozásukban, mely Don't Explain című stúdióalbumukon szerepel.[14]
- A Simply Red énekese Mich Hucknall 2012-ben rögzítette a dalt saját feldolgozásában, mely American Soul[15] című albumán szerepel.
- A 2012-ben megrendezett Kennedy Center Honour koncerten Buddy Guy tiszteletére Bert Hart adta elő a dalt, melyet hatalmas ováció fogadott. A dalt Jeff Beck kísérte gitáron.

## Egyéb megjelenések
- A dal hallható a Firewatch[16] nevű 2016-ban megjelent videójátékban is.

## Slágerlista
| Slágerlista (1990)            | Legjobb helyezés |
| ----------------------------- | ---------------- |
| Australian ARIA Singles Chart | 70               |
| German Singles Chart          | 23               |
| US Hot 100                    | 46               |
| UK Singles Chart              | 44               |
| Ultratop (Flanders)           | 34               |